# H8000
H8000 е общо понятие за хардкор и метълкор сцената (сцените) от Западна Фландрия, Белгия.
Носи името си от пощенските кодове в областта, започващи с цифрата 8. „H8000“ се чете „Hate Thousand“. За „седалище“ на тази сцена се смята гр. Кортрайк (Kortrijk). Основен лейбъл тук е Good Life Recordings Архив на оригинала от 2013-07-22 в Wayback Machine. (техният код например е 8500 Kortrijk Belgium).
Известни групи от миналото са Congress, Liar, Deformity, Sektor, Nations On Fire и т.н., повечето от които се разпадат съвсем неотдавна.
Днес се наблюдава нещо като „нова кръв“, макар че в някои от новите групи присъстват и стари участници в сцената. Добри нови групи са All My Sins, Rise & Fall, Amen Ra, Your God Is Dead и др.
Голяма част от хората в H8000 сцената са поддръжници на стрейт едж и/или веган начина на живот.
H8000 сцената не бива да се бърка със сцената от Брюксел например, в която присъстват също много известни белгийски групи като Deviate, Arkangel и Length Of Time.